# スプリングヒル駅
スプリングヒル（Spring Hill）、仮称タイソンズウエスト（Tysons West）、タイソンズ-スプリングヒルロード（Tysons–Spring Hill Road）  　スプリングヒル駅（スプリングヒルえき、英: Spring Hill Station）はアメリカ合衆国バージニア州のタイソンズ地区にあるワシントンメトロの駅。2014年7月26日に開業し、ワシントン首都圏交通局（WMATA）によって運営されている。

## 駅施設

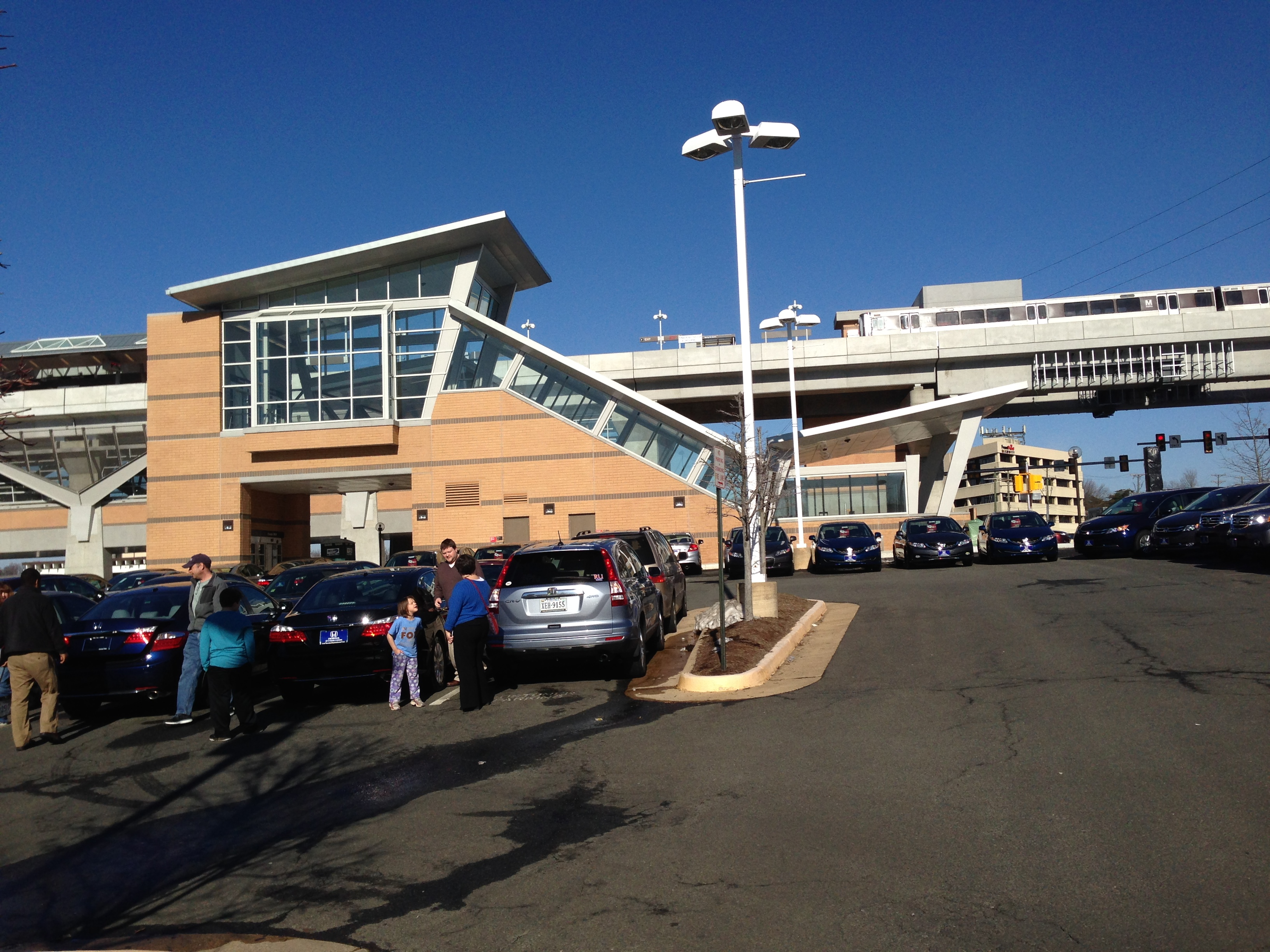
2014年2月の南側から見たスプリングヒル駅の外観

## のりば
| 番線 | 路線                                                | 方向   | 行先                       | 備考 |
| ---- | --------------------------------------------------- | ------ | -------------------------- | ---- |
| 1    | アッシュバーン・ワイリーレストンイースト方面        | 下り線 | ワイリーレストンイースト駅 |      |
| 2    | ワシントンDC/メリーランド州・ダウンタウンラーゴ方面 | 上り線 | グリーンズボロ駅           |      |